# N'Tjikouna
N'Tjikouna is een gemeente (commune) in de regio Sikasso in Mali. De gemeente telt 3800 inwoners (2009).
De gemeente bestaat uit de volgende plaatsen:
- Diamabougou
- Diessoni
- N'Golola
- N'Tjikouna
- Yeretebougou